# Adolf Torstrik
Adolf Torstrik (* 22. Januar 1821 in Bremen; † 22. November 1877 in Bremen) war ein deutscher klassischer Philologe und Gymnasiallehrer.

## Biographie
Torstrik studierte an der Christian-Albrechts-Universität zu Kiel, Universität Leipzig und der Georg-August-Universität Göttingen, wo er 1844 mit einer Dissertation über den irischen Philosophen Johannes Scottus Eriugena zum Dr. phil. promoviert wurde. Anschließend arbeitete er von 1844 bis 1850 als Hauslehrer bei der Familie des Fürsten Davidoff in Sankt Petersburg. Nach seiner Rückkehr nach Deutschland unterrichtete er von 1850 bis 1855 an der Musterschule in Frankfurt am Main und vertiefte anschließend seine Studien in Paris und Berlin, wo er mit dem Philosophiehistoriker Eduard Zeller in Verbindung trat.
Ab Ostern 1858 unterrichtete Torstrik als ordentlicher Lehrer (später Professor) an der Gelehrtenschule in Bremen. Neben dem Unterricht beschäftigte er sich mit wissenschaftlicher Forschung, in deren Zentrum Aristoteles’ Schriften standen. 1862 erschien seine kritische Ausgabe der Schrift De anima. Die Preußische Akademie der Wissenschaften zu Berlin stellte Torstrik 1874 für das Vorhaben Commentaria in Aristotelem Graeca (CAG) als Herausgeber an. Im Rahmen dieses Projektes sollten kritische Editionen der antiken Kommentare zu Aristoteles’ Schriften entstehen. In diesem Zusammenhang nahm Torstrik 1875 und 1876 jeweils sechs Monate Urlaub, um die in Bibliotheken in Italien, England, Spanien und Frankreich aufbewahrten Handschriften der Aristoteles-Kommentare zu untersuchen. Am 24. März 1876 ernannte ihn die Akademie zum hauptamtlichen Redakteur, nachdem Torstrik bereits am 10. Februar dieses Jahres zum korrespondierenden Mitglied gewählt worden war.
Kurze Zeit nach der Rückkehr von seiner zweiten Forschungsreise starb Torstrik überraschend im Alter von 56 Jahren. Zu seinem Nachfolger als Redakteur der CAG wurde Hermann Diels ernannt, der das Projekt 1909 zum Abschluss brachte.

## Schriften (Auswahl)
- Philosophia Erigenae ex ipsius principiis delineata. Particula prima: Trinitatis notionem complectens. Göttingen 1844 (Dissertation; Digitalisat).
- Aristotelis De anima libri III. Recensuit Adolfus Torstrik. Berlin 1862 (Digitalisat). Nachdruck Hildesheim 1970.
- Das Jahr der Erhebung und die Erziehung. In: Programm der Hauptschule zu Bremen. Dubbers, Bremen 1871, S. 16–29. Digitalisat.